# Лесновское сельское поселение (Новгородская область)
 Лесно́вское сельское поселение — муниципальное образование в Новгородском районе Новгородской области России.
Административный центр — деревня Лесная.

## География
Поселение находится к юго-западу от Великого Новгорода. Площадь территории — 8950 га. По его территории проходит автодорога А116 Великий Новгород — Шимск.

## История
Лесновское сельское поселение было образовано в соответствии с законом Новгородской области от 11 ноября 2005 года № 559-ОЗ.

## Население
| 2010  | 2012  | 2013  | 2014  | 2015  | 2016  | 2017  |
| ----- | ----- | ----- | ----- | ----- | ----- | ----- |
| 1879  | ↗1942 | ↗1964 | →1964 | ↘1885 | ↗1911 | ↗1913 |
| 2021  |       |       |       |       |       |       |
| ↘1837 |       |       |       |       |       |       |

## Состав сельского поселения
| № | Населённый пункт | Тип населённого пункта          | Население |
| - | ---------------- | ------------------------------- | --------- |
| 1 | Лесная           | деревня, административный центр | ↗1911     |